# Cameron Peupion
Cameron Peupion (Sydney, 23 september 2002) is een Australisch-Frans voetballer die doorgaans als aanvaller speelt. Hij verruilde in 2025 Brighton voor ADO Den Haag.

## Clubcarrière
Peupion speelde in zijn jeugd bij Manly United FC en Sydney FC, voor hij naar Engeland vertrok. Medio 2020 werd hij overgenomen door Brighton, waar hij vooral voor de jeugdelftallen uitkwam. Hij debuteerde voor het eerste elftal op 24 augustus 2022, in de EFL Cup tegen Forest Green Rovers (3-0). Hij mocht in de 80e minuut invallen voor Julio Enciso. Op 18 mei 2023 debuteerde hij in de Premier League, tegen Newcastle United (1-4). Hij mocht de laatste vijf minuten Deniz Undav vervangen. Dit zouden enige minuten zijn in die competitie.
Voor de eerste helft van het seizoen 2023/24 werd Peupion door Brighton verhuurd aan Cheltenham Town, dat uitkwam in de League One. Hij debuteerde op 2 september 2023 tegen Barnsley (0-2). In totaal speelde Peupion slechts zes wedstrijden voor Cheltenham Town. Hij speelde dat seizoen nog twee wedstrijden voor Brighton in de FA Cup. In de eerste helft van het seizoen 2024/25 kwam hij nog één maal in actie voor Brighton, weer in de EFL Cup. In totaal kwam hij vijf keer uit voor de club.

### ADO Den Haag
In januari 2025 maakte Peupion de overstap naar ADO Den Haag, in de Keuken Kampioen Divisie. Hij debuteerde op 3 februari tegen De Graafschap (2-1). Hij kwam in de 58e minuut in de ploeg voor Daryl van Mieghem.

## Statistieken
| Seizoen | Club                      | Competitie     | Competitie | Competitie | Beker | Beker | Overig | Overig | Totaal | Totaal |
| Seizoen | Club                      | Competitie     | Wed.       | Dlp.       | Wed.  | Dlp.  | Dlp.   | Dlp.   | Wed.   | Dlp.   |
| ------- | ------------------------- | -------------- | ---------- | ---------- | ----- | ----- | ------ | ------ | ------ | ------ |
| 2022/23 | Brighton & Hove Albion FC | Premier League | 1          | 0          | 1     | 0     | 0      | 0      | 2      | 0      |
| 2023/24 | Brighton & Hove Albion FC | Premier League | 0          | 0          | 2     | 0     | 0      | 0      | 2      | 0      |
| 2023/24 | → Cheltenham Town FC      | League One     | 6          | 0          | 0     | 0     | 0      | 0      | 6      | 0      |
| 2024/25 | Brighton & Hove Albion FC | Premier League | 0          | 0          | 1     | 0     | 0      | 0      | 1      | 0      |
| 2024/25 | ADO Den Haag              | Eerste divisie | 15         | 0          | 0     | 0     | 2      | 0      | 17     | 0      |
| Totaal  | Totaal                    | Totaal         | 22         | 0          | 4     | 0     | 2      | 0      | 28     | 0      |

Bijgewerkt op 10 juni 2025.